# Irídium(IV)-oxid
Az irídium(IV)-oxid egy vegyület. Képlete IrO2. Az egyetlen jól jellemzett irídium-oxid. Kristálya rutil szerkezetű. Benne az irídium koordinációs száma hat, az oxigéné három. 1200 °C-on irídium-trioxiddá alakul.

## Előállítása
Irídium égésekor irídium(IV)-oxid keletkezik. Mivel az irídium rendkívül inert, ezért magas hőmérséklet és tiszta oxigén szükséges az előállításához:
{\displaystyle \mathrm {Ir+\ O_{2}\longrightarrow \ IrO_{2}} }
Irídium(III)-klorid oxidációja során is keletkezhet 600 °C-on.

## Tulajdonságai
Fekete színű, a hidrátja kék-fekete. Tetragonális kristályrendszerben kristályosodik, tércsoport P42/mnm, rácsállandók: a = 449,83 pm és c = 354,4 pm, elemi cellája két atomot tartalmaz. Kristálya rutil szerkezetű.
1200 °C-on irídium-trioxiddá alakul, ami csak gáz fázisban stabil:
{\displaystyle \mathrm {2\ IrO_{2}+O_{2}{\xrightarrow[{+O_{2}}]{1200^{\circ }C}}2\ IrO_{3}} }

## Felhasználása
Használják a gyógyászatban, és elektrokróm anyagok vagy fém elektródák bevonására. Használják mikroelektródákban az elektrofiziológiai kutatásban.

## Fordítás
- Ez a szócikk részben vagy egészben  az   Iridium(IV) oxide című angol Wikipédia-szócikk fordításán alapul.  Az eredeti cikk szerkesztőit annak laptörténete sorolja fel. Ez a jelzés csupán a megfogalmazás eredetét és a szerzői jogokat jelzi, nem szolgál a cikkben szereplő információk forrásmegjelöléseként.
- Ez a szócikk részben vagy egészben  az   Iridium(IV) oxide című német Wikipédia-szócikk fordításán alapul.  Az eredeti cikk szerkesztőit annak laptörténete sorolja fel. Ez a jelzés csupán a megfogalmazás eredetét és a szerzői jogokat jelzi, nem szolgál a cikkben szereplő információk forrásmegjelöléseként.